# Pepe the frog
Pepe the frog er et internetfænomen eller såkaldt "meme". Han kunne først ses i 2005 i Boy’s Club, hvor han smilende siger: “Feels good, man!” Han er skabt af Matt Furie. Frøen blev kendt via medier som Myspace, 4chan og Gaia Online i 2008. 7 år senere, i 2015, var Pepe allerede ét af de mest kendte internetfænomener. Han blev kendt, da folk jokede med ham på Myspace. På 4chan begyndte folk også at lægge mærke til Furies besynderlige frø. De farvede ham også grøn. 4chans brugere kaldte ham også Wojak og Feels Guy. I 2014 begyndte kendte som Nicki Minaj og Katy Perry at lægge billeder ud af ham.